# Meketre
Meketre was een hoge functionaris in het Middenrijk, in het oude Egypte. Hij was in dienst van de farao's: Mentoehotep II, Mentoehotep III en Amenemhat I. Zijn naam betekent "de zon is mijn bescherming".

## Titels
Meketre wordt voor het eerst genoemd op een inscriptie in Wadi Shatt el-Rigala, in de tekst krijgt hij de titel "zeiler". De inscriptie wordt gedateerd in het jaar 41 van koning Mentoehotep II.
Op reliëfs van de Dodentempel van Mentoehotep II krijgt Meketre de titel van "kanselier" en volgde Cheti op. Dezelfde titel werd gevonden op een standbeeld in tombe van Meketre maar op de fragmenten van reliëfs wordt hij betiteld als "hoge opzichter".

## Graf van Meketre

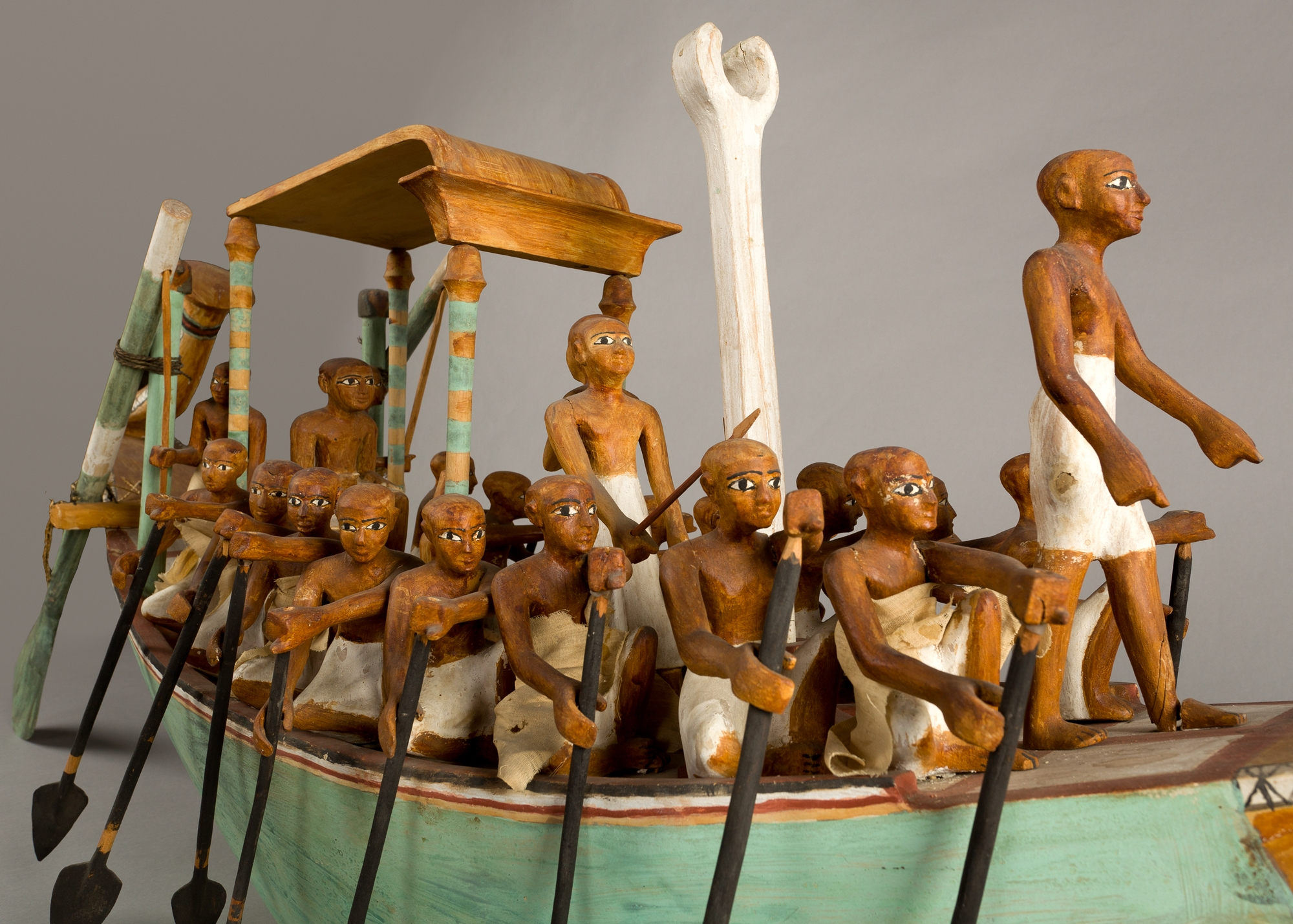
Boot en peddelers

Het graf van Meketre (TT280) ligt in Sheikh Abd el-Qurna. Het maakt deel uit van de privé graven van Thebe, ook wel de Graven der Edelen. Het ligt naast een grote onafgemaakte koninklijk graf, dat aan Mentoehotep III werd toegeschreven, maar na nieuw onderzoek, Amenemhat I. Daarom wordt aangenomen dat Meketre stierf onder de regering van Amenemhat I.
Het graf bevat verschillende houten replica's van schepen, vee, gebouwen en tuinen. Ze representeren de dagelijkse activiteiten in het leven van het Oude Egypte.

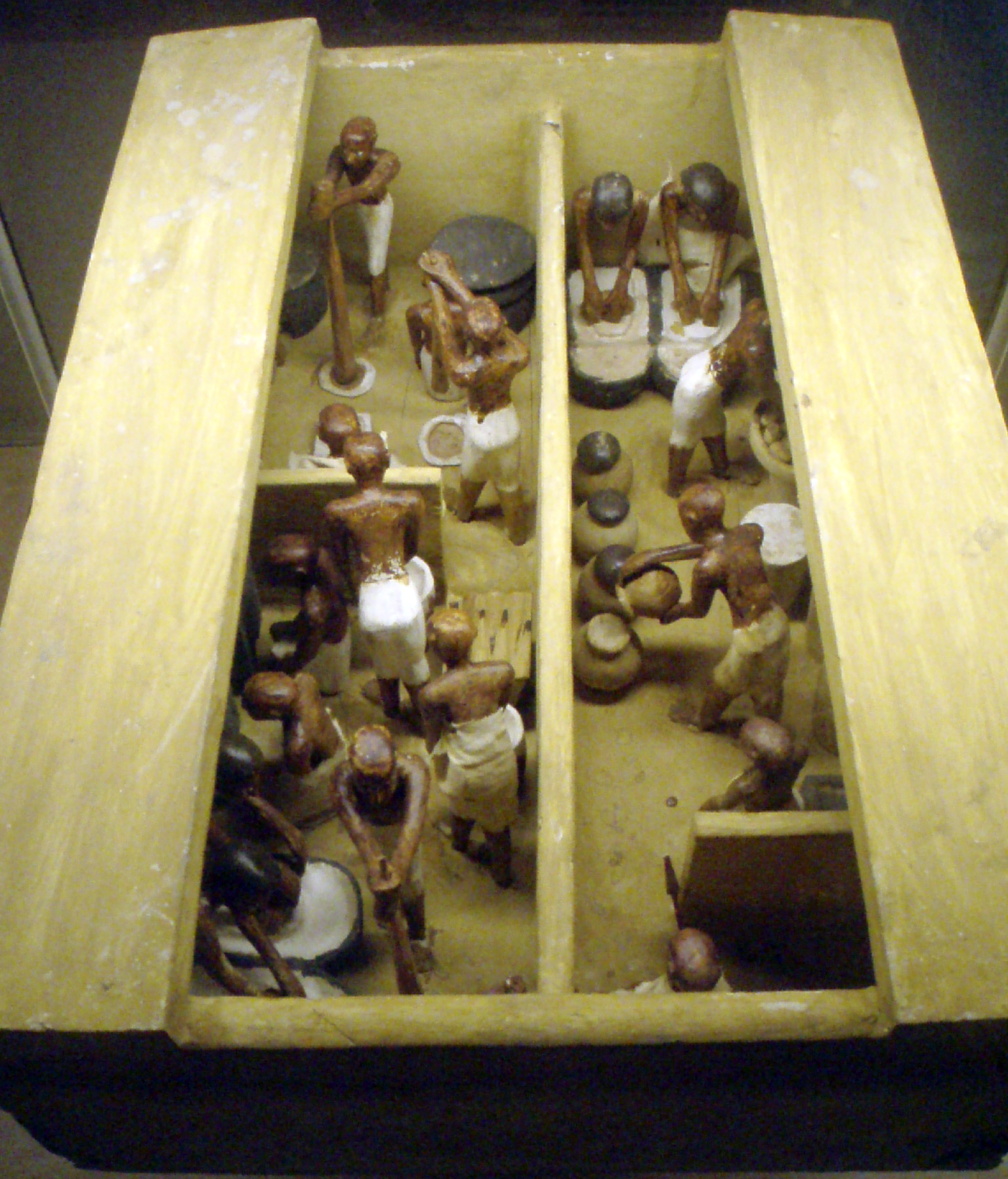
Bakkerij en brouwerij
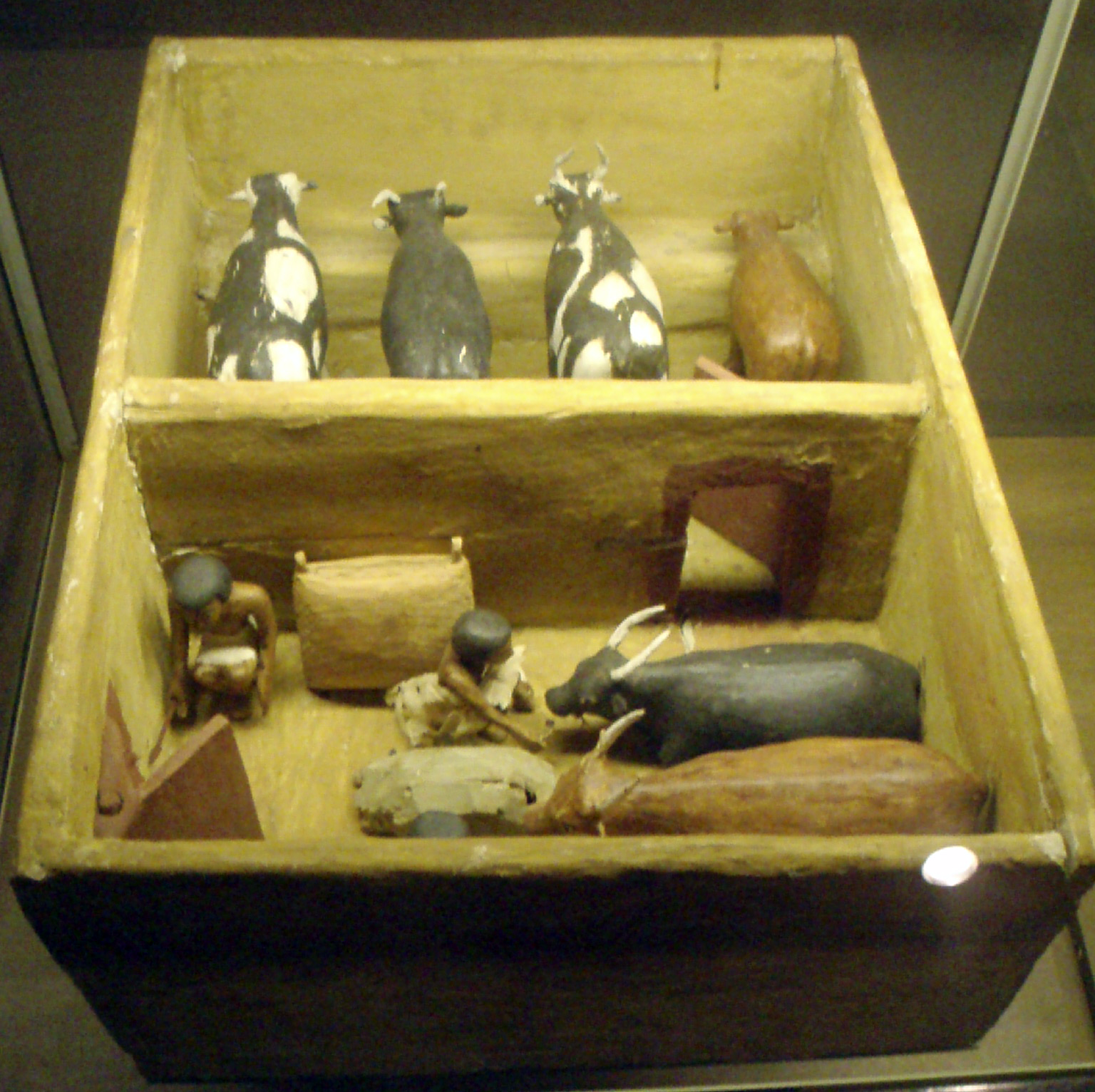
Boerderij
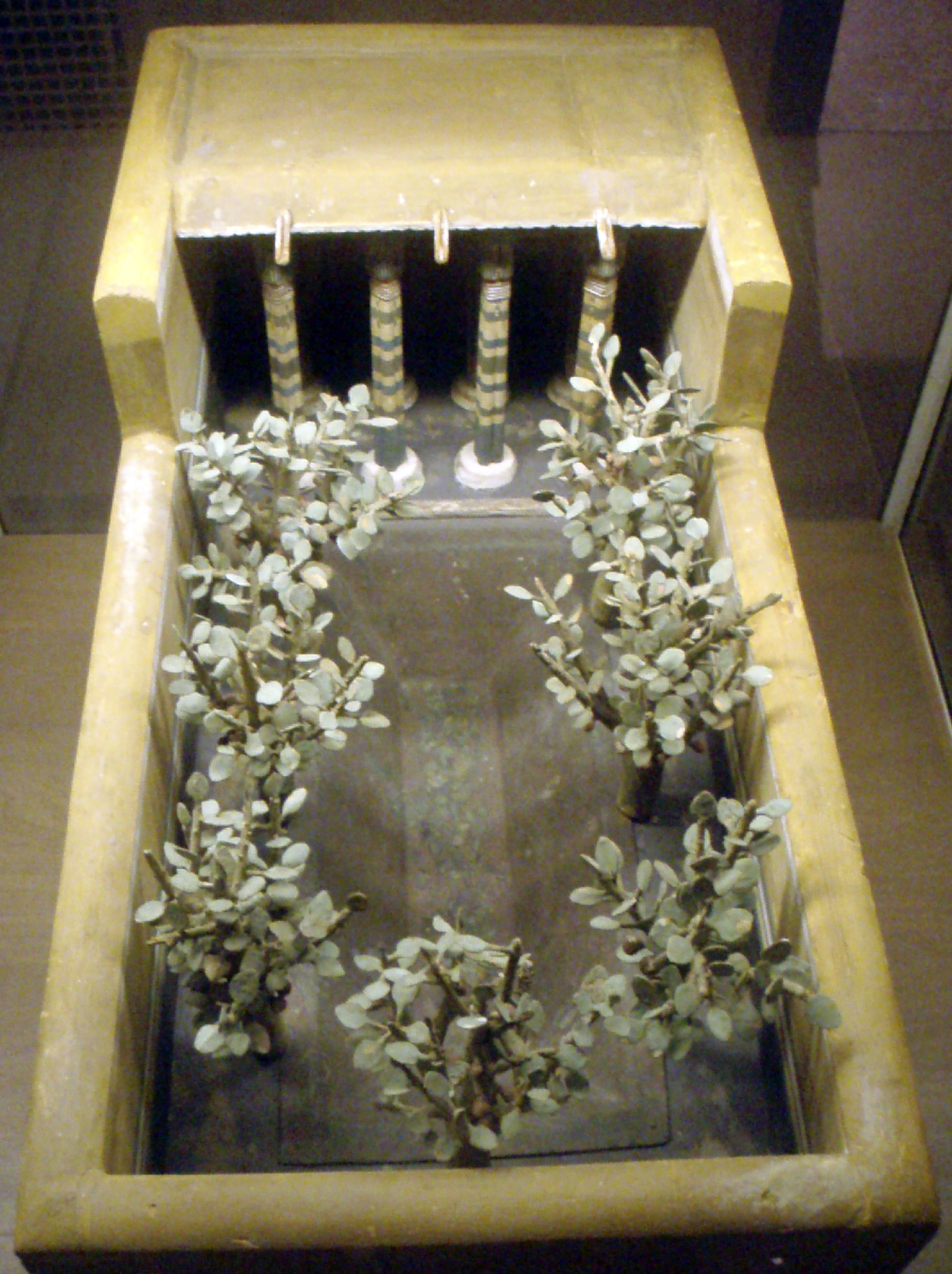
Tuin en binnenplaats
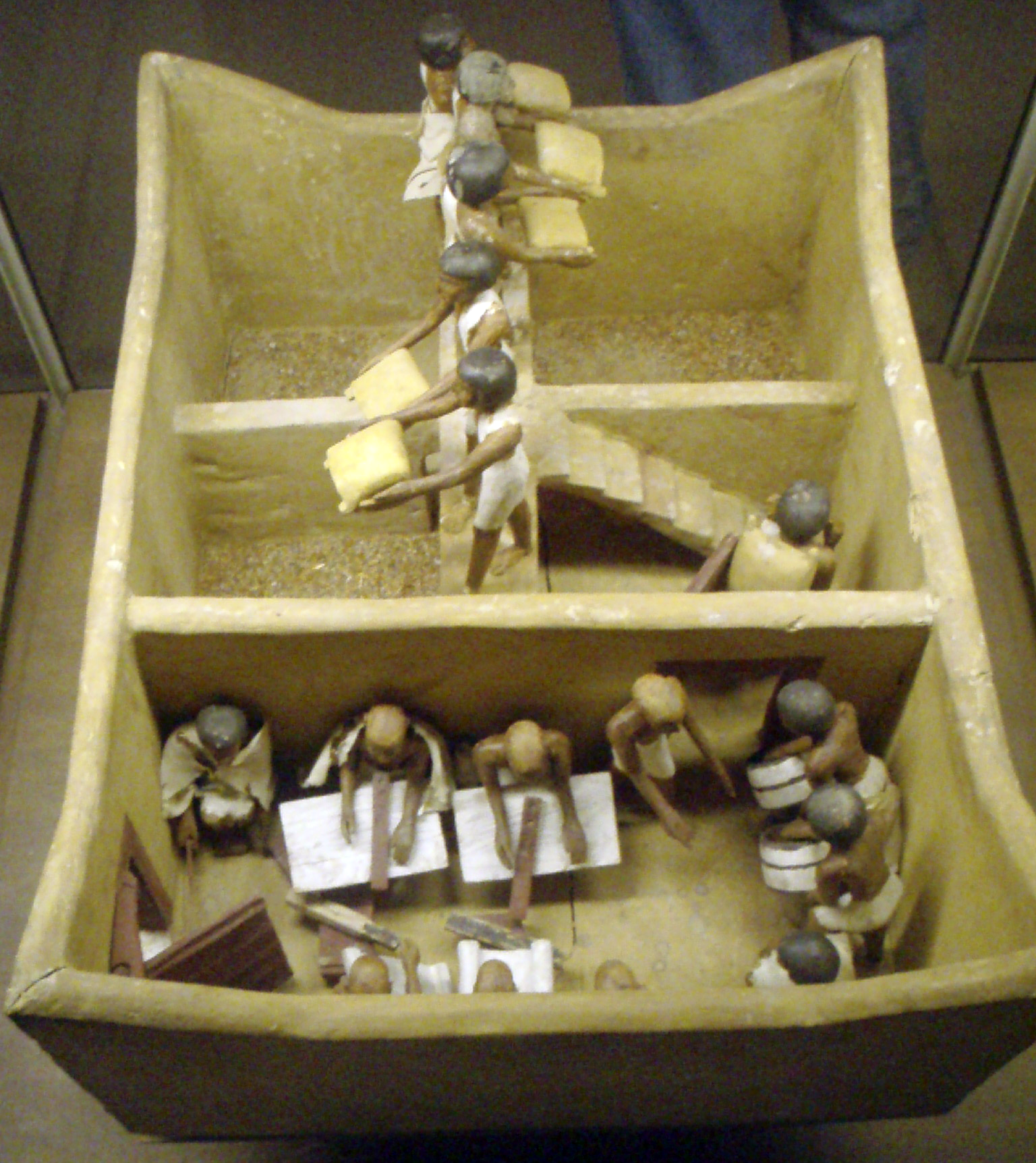
Graanschuur en schrijvers
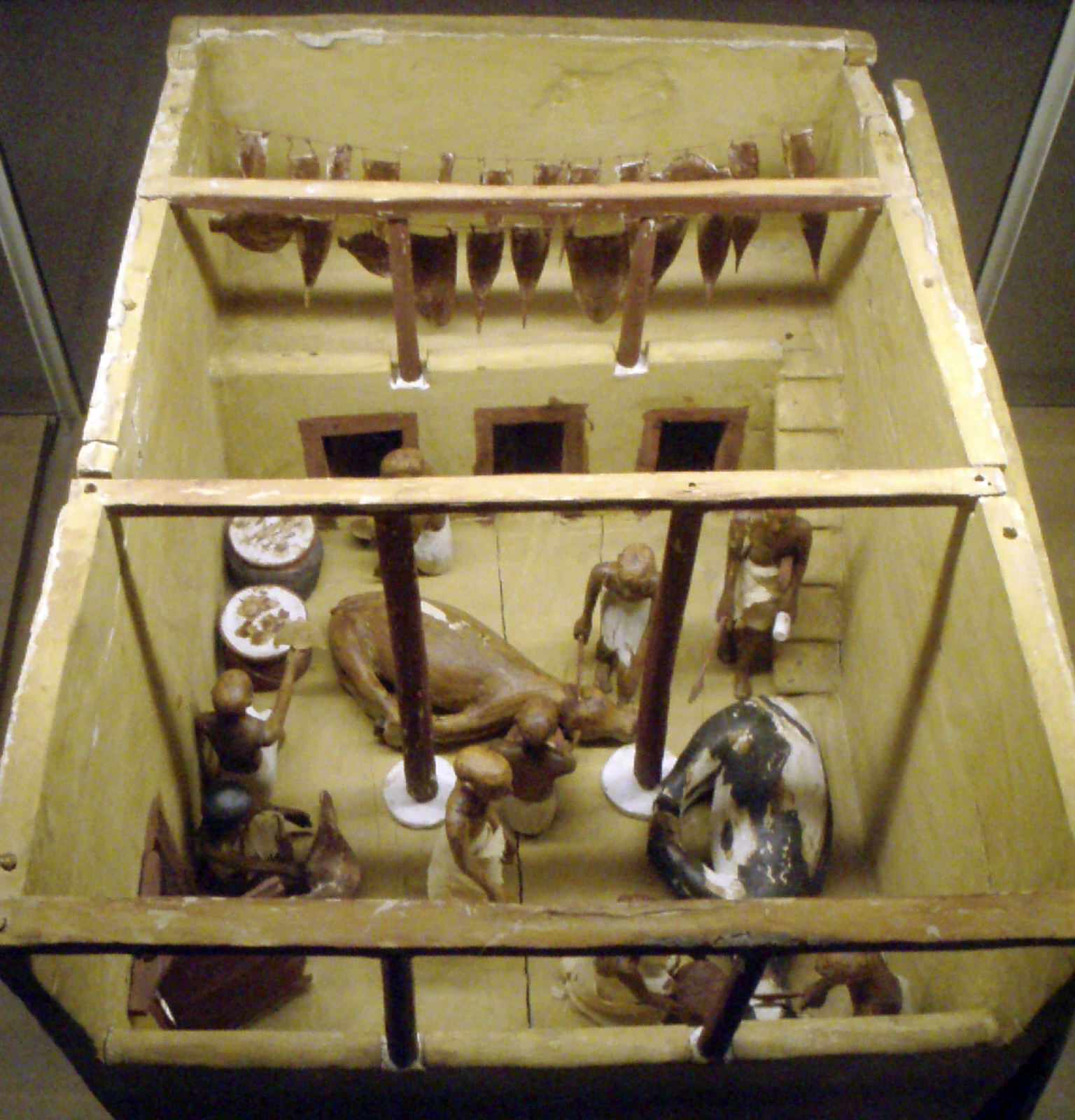
Slagerij
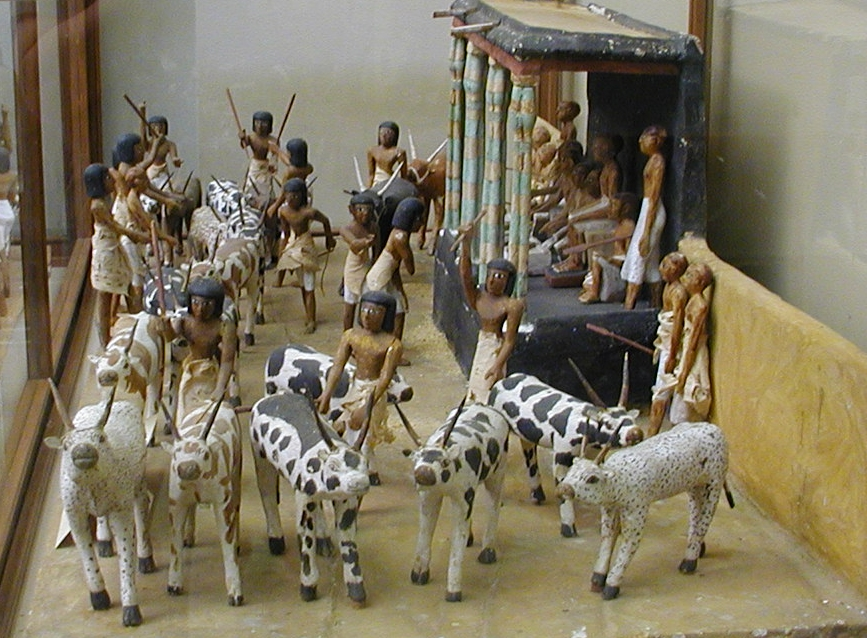
Inspectie van het vee